# Arcada

Ala Norte do Terreiro do Paço, Lisboa.

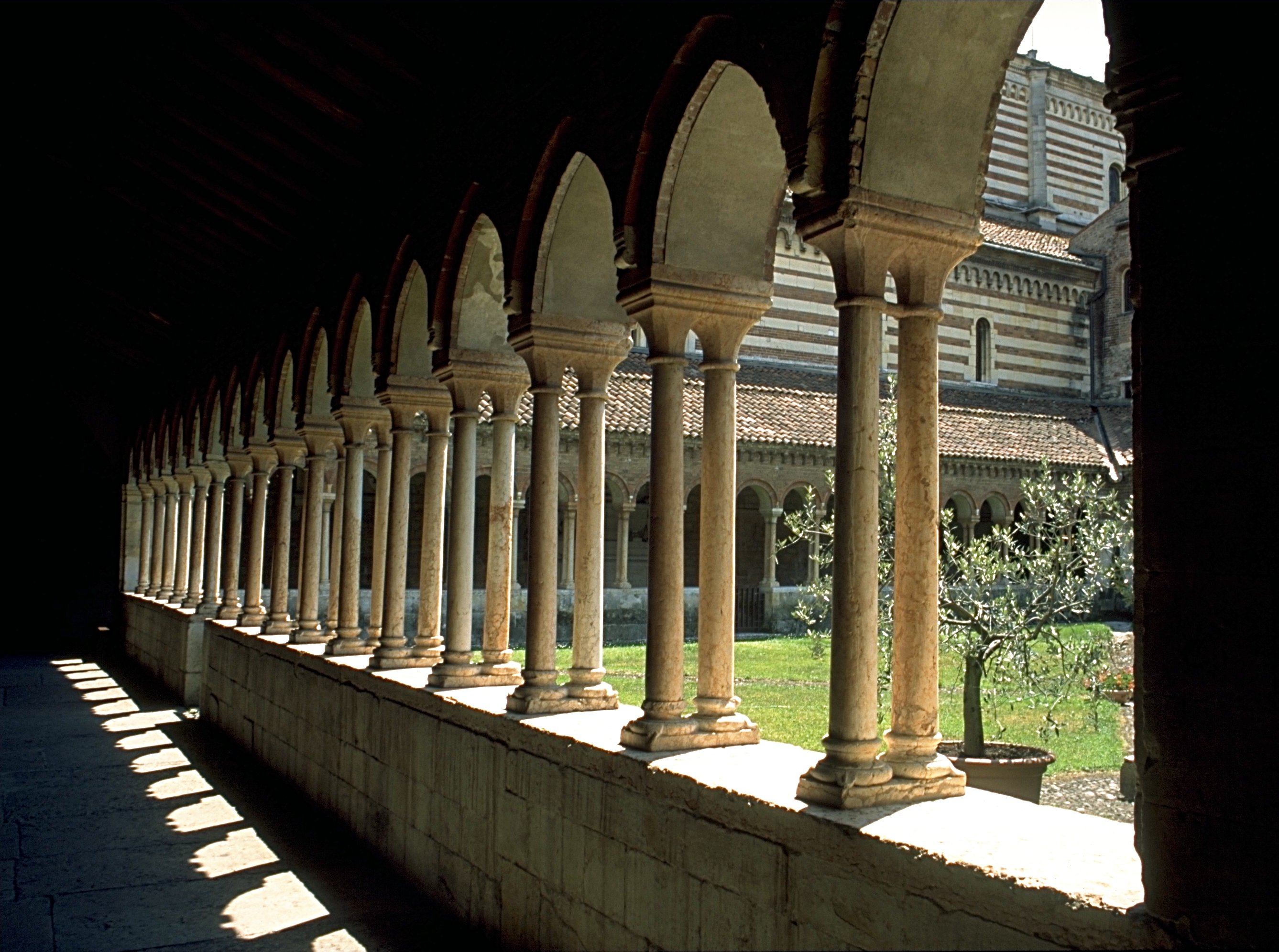
Arcada do claustro da Basílica de São Zeno, Verona.

Uma arcada (ou arcaria) é formada por uma sequência de arcos, em geral formando um plano divisor de espaços, os quais assentam-se em colunas. São, por exemplo, encontradas em claustros.